# Форде, Брук
Брук Форде (англ.  Brooke Forde; род. 4 марта 1999, Луисвилл, Кентукки) — американская пловчиха, серебряный призёр Олимпиады 2020 в Токио.

## Карьера
Дочь спортивного обозревателя Пэта Форда и его жены Триши, бывшей пловчихи из Северо-Западного университета. Её оба старших брата выступали в первом дивизионе NCAA по плаванию. Она плавала за клуб Lakeside в Луисвилле, штат Кентукки. Свой первый рекорд штата Кентукки она установила в 8-летнем возрасте, а год спустя показала лучшее время в США в своей возрастной группе на 50 метров баттерфляем среди девочек. В Академии Святого Сердца Луисвилля она выиграла несколько чемпионатов штата, вошла в несколько международных сборных США и была названа пловчихой года среди школьниц страны.
Форде получила несколько предложений от различных клубов дивизиона NCAA, но в конечном итоге выбрала Стэнфордский университет, куда ее принимала во время отбора многократная олимпийская золотая медалистка Кэти Ледеки. Находясь в Стэнфорде, она входила в состав двух команд чемпионата NCAA и выиграла четыре индивидуальных титула NCAA, а также была названа спортсменкой года в конференции Pac-12 в 2021 году в женском плавании и прыжках в воду. Форд окончил Стэнфорд в 2021 году по специальности биология человека. Из-за COVID-19 NCAA предоставило всем студентам-спортсменам, занимающимся зимними видами спорта организации, включая плавание и дайвинг, дополнительный год учёбы. Форде осталась в Стэнфорде, продолжая выступать за клуб и одновременно получая степень магистра эпидемиологии.
В 2021 году во время американского олимпийского отбора спортсменка показала шестое время на дистанции 200 метров вольным стилем и квалифицировалась на Олимпийские игры в Токио. 28 июля прошел дебют американки на Олимпийских играх. Она участвовала в эстафете 4x200 м свободным стилем. Форде выступала на четвертом этапе и помогла команде квалифицироваться в финальный заплыв со вторым временем. В финале, проходившем на следующий день, Брук участия не принимала, но команда в составе Эллисон Шмитт, Пейдж Мэдден, Кэти Маклафлин и Кэти Ледеки сумела выиграть серебряные медали. Американкам удалось установить новый рекорд Америки (7:40.73), но они уступили сборной Китая, победившей с новым мировым рекордом (7:40.33). Форде, согласно регламенту соревнований, также получила серебряную медаль.

## Личная жизнь
Отец Форде, Пэт Форде, подробно описал ее «долгий и трудоёмкий путь к Олимпийским играм» для Sports Illustrated, где он является писателем.